# Myzomela rosenbergii
Papa-mel-de-colar-vermelho ou suga-mel-de-colar-vermelho (Myzomela rosenbergii) é uma espécie de ave da família Meliphagidae.
Pode ser encontrada nos seguintes países: Indonésia e Papua-Nova Guiné.
Os seus habitats naturais são: regiões subtropicais ou tropicais húmidas de alta altitude.